# Modpave
En modpave er en person, som kalder sig pave i modstrid med den officielle opfattelse i Vatikanet; modpaven er således ikke med i den officielle paverække. Middelalderens modpaver fremkom som regel 
ved, at den tysk-romerske kejser eller andre valgte en person på grund af utilfredshed med det officielle pavevalg.
Den første modpave, Hippolytos, blev valgt af en skismatisk gruppe i Rom i 217, i opposition til Callistus I. Enkelte af modpaverne blev forsonet med kirken, og Hippolytos er en af dem. Eftersom han døde i eksil på Sardinien, hvor han var sat til tvangsarbejde i minerne af romerske myndigheder, bliver han regnet som martyr og er derfor helgenkåret. En af dem, han var sammen med på Sardinien, og som også døde der i 235, var pave Pontian. 
Der dukkede modpaver op gennem hele middelalderen. Under Investiturstriden tiltog udnævnelserne, men også herefter og senere i det 14. og 15. århundrede var der specielt mange. Der gik rutine i at vælge efterfølgere til modpaver, så man har to parallelle linjer af paver og modpaver. 
Den sidste egentlige modpave blev valgt i 1439. Senere har der dog været andre som har taget pavetitel, flere gange efter at være blevet valgt af skismatiske grupper. Dette er de såkaldte sedevacantister, som mener, at pavestolen står tom, og at de dermed må vælge en af deres egne til at fylde den. Vatikanet har modpaverne med i de officielle lister over paver frem til Felix (V), som døde i 1449, men man medtager ikke sedevakantisterne. Årsagen til dette er, at modpaverne på den officielle liste blev valgt af personer, som befandt sig indenfor den katolske kirke, mens sedevakantisternes paver er valgt af personer, som befandt sig udenfor og havde dannet egne kirkesamfund. De anses derfor af Vatikanet for ledere af konkurrerende katolske eller katolsk-inspirerede grupper.
I katolsk kirkeret er det at lade sig vælge til modpave en skismatisk handling, som automatisk fører til ekskommunikation.